# La Pomarède
La Pomarède é uma comuna francesa na região administrativa de Occitânia, no departamento de Aude. Estende-se por uma área de 13,08 km². Em 2010 a comuna tinha 154 habitantes (densidade: 11,8 hab./km²).